# Gran Premio di superbike di Laguna Seca 2017
Il Gran Premio di superbike di Laguna Seca 2017 è stato l'ottava prova su tredici del campionato mondiale Superbike 2017, disputato l'8 e 9 luglio sul circuito di Laguna Seca, in gara 1 ha visto la vittoria di Chaz Davies davanti a Jonathan Rea e Tom Sykes, la gara 2 è stata vinta da Jonathan Rea che ha preceduto Tom Sykes e Chaz Davies.
In questo gran premio non era prevista alcuna gara valevole per il campionato mondiale Supersport 2017.

## Risultati

### Gara 1

#### Arrivati al traguardo
| Pos. | Nº | Pilota               | Squadra                     | Motocicletta      | Giri | Tempo     | Griglia | Punti |
| ---- | -- | -------------------- | --------------------------- | ----------------- | ---- | --------- | ------- | ----- |
| 1º   | 7  | Chaz Davies          | Aruba.it Racing - Ducati    | Ducati Panigale R | 25   | 35'14.812 | 3º      | 25    |
| 2º   | 1  | Jonathan Rea         | Kawasaki Racing             | Kawasaki ZX-10RR  | 25   | +1.202    | 2º      | 20    |
| 3º   | 66 | Tom Sykes            | Kawasaki Racing             | Kawasaki ZX-10RR  | 25   | +5.798    | 1º      | 16    |
| 4º   | 33 | Marco Melandri       | Aruba.it Racing - Ducati    | Ducati Panigale R | 25   | +17.574   | 4º      | 13    |
| 5º   | 12 | Javier Forés         | Barni Racing                | Ducati Panigale R | 25   | +21.159   | 7º      | 11    |
| 6º   | 2  | Leon Camier          | MV Agusta Reparto Corse     | MV Agusta 1000 F4 | 25   | +23.016   | 9º      | 10    |
| 7º   | 81 | Jordi Torres         | Althea BMW Racing           | BMW S 1000 RR     | 25   | +31.986   | 11º     | 9     |
| 8º   | 60 | Michael van der Mark | Pata Yamaha                 | Yamaha YZF R1     | 25   | +32.933   | 13º     | 8     |
| 9º   | 36 | Leandro Mercado      | IodaRacing                  | Aprilia RSV4 RF   | 25   | +35.936   | 6º      | 7     |
| 10º  | 32 | Lorenzo Savadori     | Milwaukee Aprilia           | Aprilia RSV4 RF   | 25   | +36.912   | 10º     | 6     |
| 11º  | 6  | Stefan Bradl         | Red Bull Honda              | Honda CBR1000RR   | 25   | +44.961   | 17º     | 5     |
| 12º  | 40 | Román Ramos          | Kawasaki Go Eleven          | Kawasaki ZX-10RR  | 25   | +45.203   | 15º     | 4     |
| 13º  | 35 | Raffaele De Rosa     | Althea BMW Racing           | BMW S 1000 RR     | 25   | +45.901   | 14º     | 3     |
| 14º  | 15 | Alex De Angelis      | Pedercini Racing SC-Project | Kawasaki ZX-10RR  | 25   | +46.043   | 12º     | 2     |
| 15º  | 45 | Jake Gagne           | Red Bull Honda              | Honda CBR1000RR   | 25   | +46.805   | 18º     | 1     |
| 16º  | 86 | Ayrton Badovini      | Grillini Racing             | Kawasaki ZX-10RR  | 25   | +54.463   | 20º     |       |
| 17º  | 88 | Randy Krummenacher   | Kawasaki Puccetti Racing    | Kawasaki ZX-10RR  | 25   | +56.989   | 16º     |       |
| 18º  | 96 | Jakub Smrž           | Guandalini Racing           | Yamaha YZF R1     | 25   | +1'06.108 | 19º     |       |
| 19º  | 37 | Ondřej Ježek         | Grillini Racing             | Kawasaki ZX-10RR  | 25   | +1'11.766 | 21º     |       |

#### Ritirati
| Nº | Pilota         | Squadra           | Motocicletta    | Giri | Griglia |
| -- | -------------- | ----------------- | --------------- | ---- | ------- |
| 50 | Eugene Laverty | Milwaukee Aprilia | Aprilia RSV4 RF | 10   | 5º      |
| 22 | Alex Lowes     | Pata Yamaha       | Yamaha YZF R1   | 6    | 8º      |

### Gara 2

#### Arrivati al traguardo
| Pos. | Nº | Pilota               | Squadra                     | Motocicletta      | Giri | Tempo     | Griglia | Punti |
| ---- | -- | -------------------- | --------------------------- | ----------------- | ---- | --------- | ------- | ----- |
| 1º   | 1  | Jonathan Rea         | Kawasaki Racing             | Kawasaki ZX-10RR  | 25   | 35'03.414 | 2º      | 25    |
| 2º   | 66 | Tom Sykes            | Kawasaki Racing             | Kawasaki ZX-10RR  | 25   | +2.887    | 1º      | 20    |
| 3º   | 7  | Chaz Davies          | Aruba.it Racing - Ducati    | Ducati Panigale R | 25   | +4.847    | 3º      | 16    |
| 4º   | 33 | Marco Melandri       | Aruba.it Racing - Ducati    | Ducati Panigale R | 25   | +17.159   | 4º      | 13    |
| 5º   | 12 | Javier Forés         | Barni Racing                | Ducati Panigale R | 25   | +22.741   | 7º      | 11    |
| 6º   | 50 | Eugene Laverty       | Milwaukee Aprilia           | Aprilia RSV4 RF   | 25   | +26.377   | 5º      | 10    |
| 7º   | 36 | Leandro Mercado      | IodaRacing                  | Aprilia RSV4 RF   | 25   | +28.475   | 6º      | 9     |
| 8º   | 32 | Lorenzo Savadori     | Milwaukee Aprilia           | Aprilia RSV4 RF   | 25   | +29.718   | 10º     | 8     |
| 9º   | 22 | Alex Lowes           | Pata Yamaha                 | Yamaha YZF R1     | 25   | +33.044   | 8º      | 7     |
| 10º  | 60 | Michael van der Mark | Pata Yamaha                 | Yamaha YZF R1     | 25   | +33.541   | 13º     | 6     |
| 11º  | 6  | Stefan Bradl         | Red Bull Honda              | Honda CBR1000RR   | 25   | +36.756   | 17º     | 5     |
| 12º  | 40 | Román Ramos          | Kawasaki Go Eleven          | Kawasaki ZX-10RR  | 25   | +43.031   | 15º     | 4     |
| 13º  | 15 | Alex De Angelis      | Pedercini Racing SC-Project | Kawasaki ZX-10RR  | 25   | +47.306   | 12º     | 3     |
| 14º  | 88 | Randy Krummenacher   | Kawasaki Puccetti Racing    | Kawasaki ZX-10RR  | 25   | +50.488   | 16º     | 2     |
| 15º  | 45 | Jake Gagne           | Red Bull Honda              | Honda CBR1000RR   | 25   | +51.093   | 18º     | 1     |
| 16º  | 96 | Jakub Smrž           | Guandalini Racing           | Yamaha YZF R1     | 25   | +59.197   | 19º     |       |
| 17º  | 37 | Ondřej Ježek         | Grillini Racing             | Kawasaki ZX-10RR  | 25   | +1'00.571 | 21º     |       |

#### Ritirati
| Nº | Pilota           | Squadra                 | Motocicletta      | Giri | Griglia |
| -- | ---------------- | ----------------------- | ----------------- | ---- | ------- |
| 86 | Ayrton Badovini  | Grillini Racing         | Kawasaki ZX-10RR  | 20   | 20º     |
| 81 | Jordi Torres     | Althea BMW Racing       | BMW S 1000 RR     | 7    | 11º     |
| 2  | Leon Camier      | MV Agusta Reparto Corse | MV Agusta 1000 F4 | 7    | 9º      |
| 35 | Raffaele De Rosa | Althea BMW Racing       | BMW S 1000 RR     | 3    | 14º     |